# Hamburg (Schiff, 1997)
Die Hamburg ist ein Kreuzfahrtschiff, das von der MTW Schiffswerft in Wismar für die Conti Reederei gebaut wurde und seit 2012 für Plantours Kreuzfahrten im Einsatz ist. Das Schiff gehört einer Einschiffsgesellschaft der Conti-Unternehmensgruppe in München.

## Geschichte
Die Kiellegung fand am 5. September, der Stapellauf am 30. Oktober 1996 statt. Das Schiff wurde unter der Baunummer 451 als Columbus gebaut und im Juni 1997 fertiggestellt. Die Indienststellung erfolgte im selben Jahr. Die Änderung des Namens in C. Columbus (inoffizielle Schreibweise auch c.Columbus) wurde nötig, weil das Schiff unter der Flagge der Bahamas in Fahrt kommen sollte und bereits ein Schiff mit dem Namen „Columbus“ auf den Bahamas registriert war.
Es war seit der Indienststellung an Hapag-Lloyd Kreuzfahrten verchartert. Bis 2006 legte es dabei bereits eine Strecke zurück, die der neunmaligen Umrundung der Erde entspricht.
Hapag-Lloyd Kreuzfahrten gab das Schiff im Mai 2012 an den Eigner zurück und ersetzte es durch die ebenfalls gecharterte Columbus 2.
Bei einem kurzen Werftaufenthalt in Italien wurde das Schiff an die Bedürfnisse des neuen Charterers, des Bremer Unternehmens plantours & Partner, angepasst. Plantours, die das Schiff als Hamburg einsetzen, hatten es für sechs Jahre mit einer Kaufoption gechartert. Die Taufe erfolgte am 7. Juni in Hamburg; Taufpatin war die Bürgerschaftspräsidentin Carola Veit. Bei plantours & Partner ersetzte das Schiff die Vistamar.
Das Schiff wird von vier Sechszylinder-Viertakt-Schiffsdieselmotoren des Typs Wärtsilä 6L32 mit einer Leistung von jeweils 2.640 kW angetrieben, die auf zwei Verstellpropeller wirken. Die Energieversorgung des Schiffs erfolgt durch einen weiteren Dieselmotor des Typs Wärtsilä 6L32 sowie zwei Wellengeneratoren.
Eine Besonderheit des Schiffes sind Fahrten auf den nordamerikanischen Großen Seen; das Schiff kann aufgrund der Abmessungen die Schleusen des Sankt-Lorenz-Seewegs passieren (Seawaymax) und die Großen Seen befahren.

## Zwischenfälle
Ende April 2015 kam es aufgrund eines Öllecks zu einem Maschinenschaden. Die Reise wurde in Tanger abgebrochen und auch die folgende Reise wurde abgesagt.
Am 5. Mai 2015 verfing sich ein Fischernetz im Propeller.
Am 11. Mai 2015 kam es vor der Isle of Mull aufgrund von Starkwinden zu einer Grundberührung. Das Schiff musste in einer Werft repariert werden und nahm am 10. August 2015 den Dienst wieder auf. Ab dem 9. Juni ersetzte die Deutschland die Hamburg. Aufgrund der großen Nachfrage verlängerte Plantours Kreuzfahrten den Chartervertrag um 13 Tage.
Am Nachmittag des 9. Oktober 2021 fuhr die Hamburg während des Ablegens am Hamburg Cruise Center Baakenhöft bei einem missglückten Wendemanöver gegen die Kaimauer des Chicago-Kai. Verletzt wurde niemand. Das Schiff durfte erst in der Folgenacht nach einer DNV-Prüfung auslaufen.

## Bilder

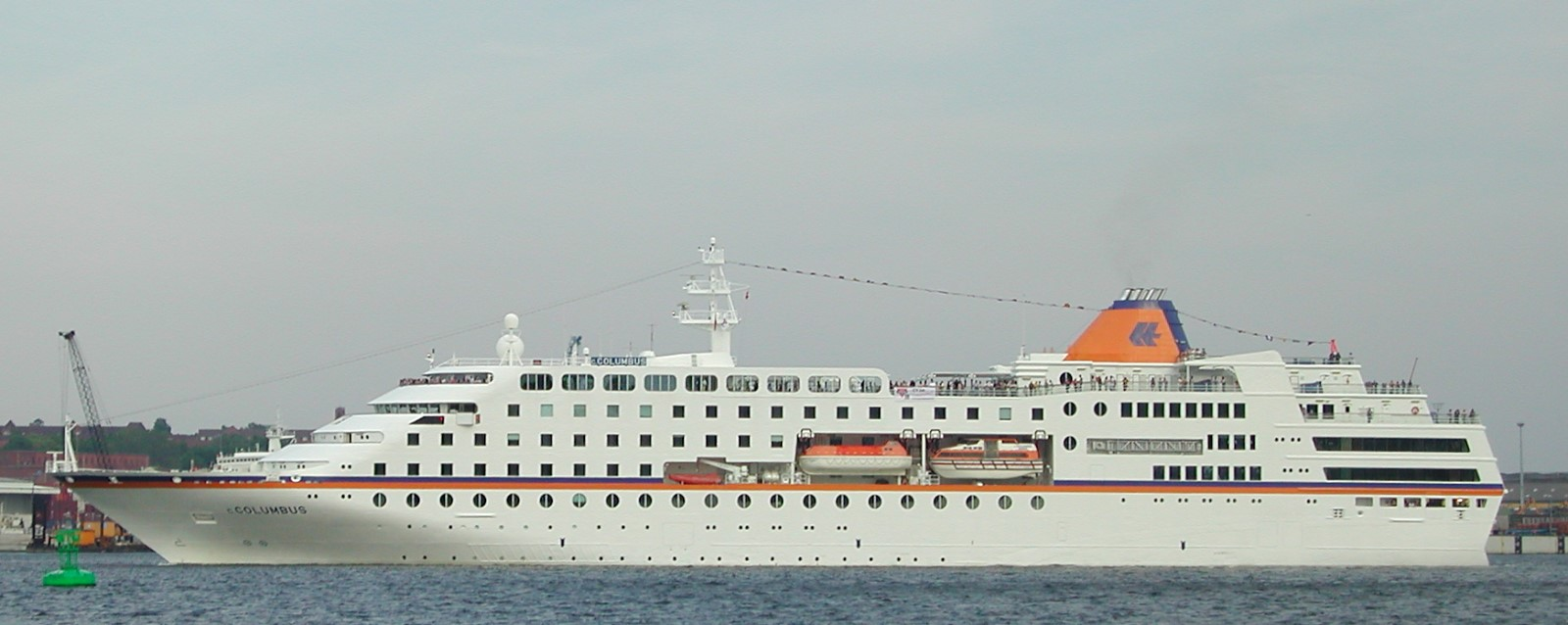
Das Schiff als C.Columbus in Hapag-Lloyd-Farben (22. Mai 2002)
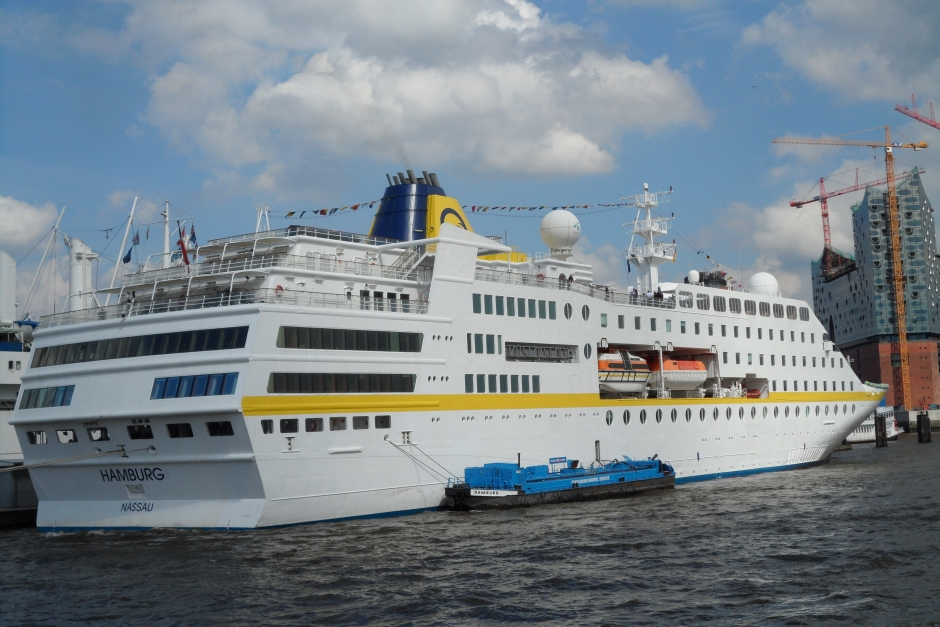
Die Hamburg an der Überseebrücke (7. Juni 2012)
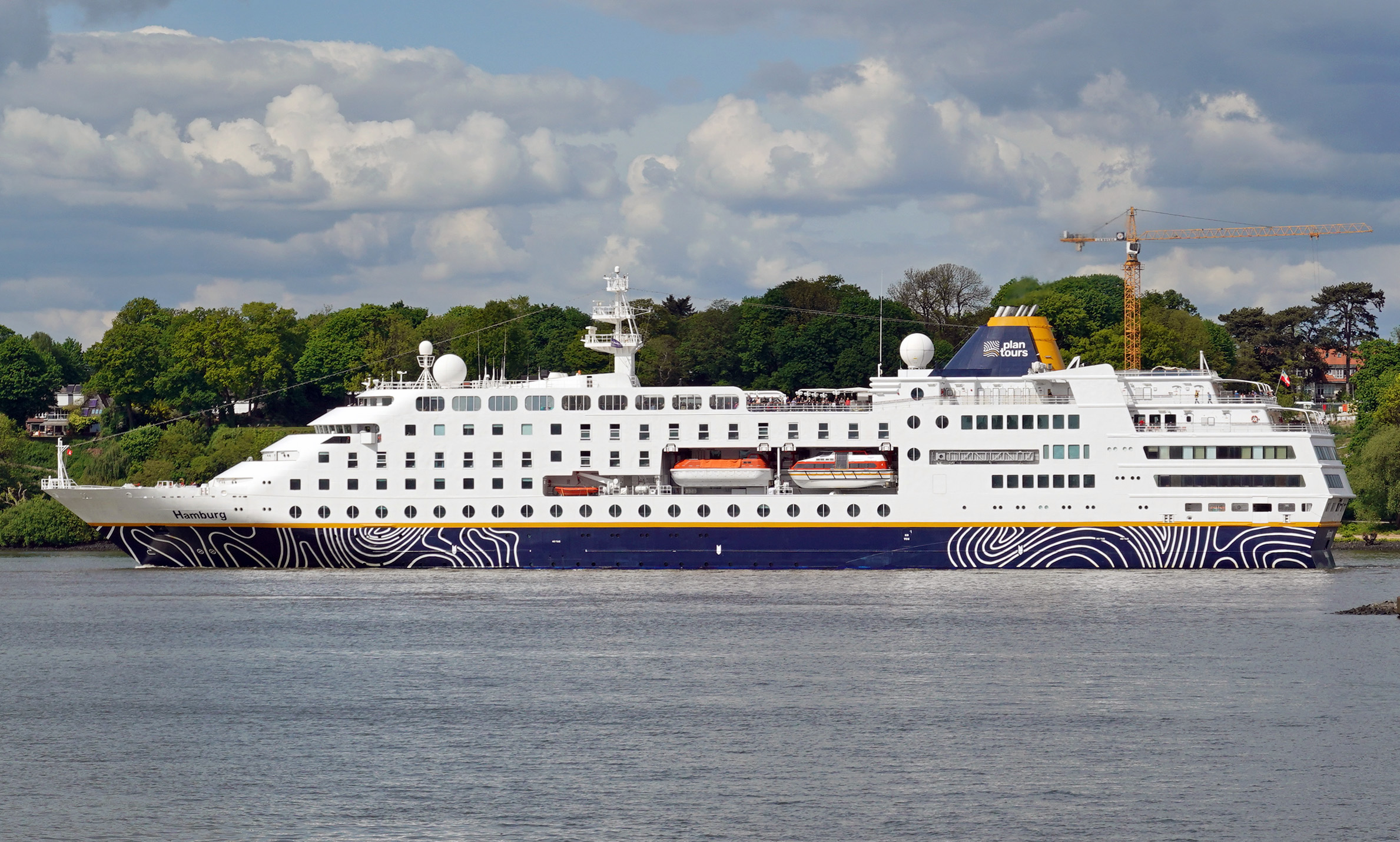
MS Hamburg in neuen Farben (2925)